# کاساریله
کاساریله (به ایتالیایی: Casarile) یک کومونه در ایتالیا است که در استان میلان واقع شده‌است.

## خصوصیات
کاساریله ۷٫۳ کیلومترمربع مساحت و ۳٬۶۳۷ نفر جمعیت دارد.